# Nguyễn Văn Khánh (nhạc sĩ)
Nguyễn Văn Khánh (1922 - 20 tháng 8, 1976) là một nhạc sĩ tiền chiến người Việt Nam.

## Cuộc đời
Nguyễn Văn Khánh, sinh năm 1922 tại Hà Nội, là một nhạc sĩ nổi tiếng vào thời kỳ tiền chiến trước năm 1954.
Vào năm 1946, ông viết ca khúc đầu tay mang tên là Thu, tặng cho vợ mình.. Cũng trong lúc này, ông đã kết hôn với bà Đặng Thị Thuận qua sự mai mối của gia đình.
Có một thời gian ông bị bắt bỏ nhà lao vào thời Pháp vì ông đã trốn lính..
Tuy nhiên, từ năm 1951 trở về sau, những ca khúc của ông được xem là nổi tiếng nhất, đó là Chiều vàng, Nỗi lòng thì ông viết cho tình nhân của mình, đó là bà Lê Thị Sâm. Nhạc sĩ Nguyễn Văn Khánh cùng với bà Lê Thị Sâm có 7 người con chung, tuy nhiên có 5 người con qua đời sớm vì bệnh tật.. Từ thời điểm trên, thời gian ông sống với vợ mình chỉ bằng một phần ba so với thời gian ông ở chung với tình nhân của ông..
Sau năm 1954, ông vẫn ở lại Hà Nội.
Năm 1973, ông phát hiện mình đang bị ung thư xương hàm và bị chính tình nhân đuổi ông cùng với bầy con vì không thể nào sống với người chồng vừa bệnh tật vừa ốm yếu nữa. Và cũng may mắn là vợ ông đã đón ông về lại nhà xưa, chăm sóc ông cho đến khi qua đời..
Ngày 20 tháng 8 năm 1976, ông qua đời do bệnh ung thư xương hàm hiểm nghèo giai đoạn cuối, hưởng thọ 54 tuổi. Hiện gia đình ông vẫn còn sống tại Hà Nội.
Ngoài tài năng viết nhạc cho tình yêu, ông còn có tài chơi đàn Hawaii Guitar (Hạ uy cầm) bằng tay trái, ngoài danh tiếng của Willam Chấn (thầy dạy nhạc của nhạc sĩ Đoàn Chuẩn).

## Sáng tác
Danh sách này không đầy đủ, bạn cũng có thể giúp mở rộng danh sách.
- Chiều gặp gỡ
- Chiều vàng (1951)
- Đợi anh về
- Lời thề xưa
- Mau bước lên đường
- Ngày xanh
- Nỗi lòng
- Nghệ sĩ với cây đàn
- Tâm sự với cây đàn
- Thu
- Thương thầm
- Vui cảnh đồng quê
- Xuân vui
- Có những tuổi hai mươi như thế